# ヨセフ (人名)
ヨセフは、ヘブライ語起源の人名 (יוֹסֵף - Yôsēp̄) の日本語表記。「ヤハウェが増し加える」という意味。ヨゼフとも書かれる。初出は旧約聖書の創世記。ヨセフの名の由来は、ユダヤ教ヘブライ語モーセ五書とキリスト教欽定訳聖書、口語訳聖書においては、ヤコブの妻ラケルが初めてみごもって男の子を産み、神が彼女の恥をすすいでくださった（אסף）ことにあやかってヨセフ（יוסף）と名づけたとされる。しかし、キリスト教新共同訳聖書では、ラケルが自分にもう一人男の子を加えて（יסף）くださいますようにと願っていたので、その子をヨセフと名付けたとしている。
イスラームの聖典クルアーン朗誦においてはユースフ（アラビア語: يُوسُف - Yūsuf, 口語発音：Yūsof, ユーソフ）が最も一般的だが、ユースィフ（口語発音：ユーセフ）やユーサフという発音を行う流派も存在。なお口語アラビア語ではユーセフと発音することが多い。

## 各言語の表記
- アラビア語：ユースフ、ユースィフ、ユーサフ
- イタリア語：ジュゼッペ (Giuseppe)
- ウクライナ語：ヨースィプ（Йосип）
- 英語：ジョゼフ (Joseph)
- ギリシア語：ヨーセーフ (古典ギリシア語: Ιωσήφ - 再建音: Iōsēph) もしくはイォシフ/ヨシフ (現代ギリシア語: Ιωσήφ: Iosíf)
- スペイン語：ホセ (José)
- カタルーニャ語：ジョセップ (Josep)
- ガリシア語：ショセ (Xosé)
- グルジア語：イオセビ (იოსები - Iosebi) もしくはイオセブ (იოსებ - Ioseb)
- アルメニア語：ホブセプ (Հովսեփ - Hovsep’)
- ドイツ語：ヨーゼフ (Joseph, Josef)
- フランス語：ジョゼフ (Joseph)
- ポーランド語：ユゼフ（Józef）
- チェコ語：ヨゼフ (Josef) - チェコ語では例外的に、sが[z]の音になる。
- スロバキア語：ヨゼフ (Jozef)
- スロベニア語：ヨジェフ (Jožef)
- セルビア・クロアチア語 (セルビア語 ・ クロアチア語)：ヨシプ (Јосип - Josip)
- ポルトガル語：ジョゼ (José)
- ラテン語：ヨセフ (Joseph) あるいはヨセフス (Josephus)
- ロシア語：ヨシフ (Иосиф - Iosif)
- ブルガリア語：ヨシフ (Йосиф - Ĭosif)
- スワヒリ語：ユスフ（Yusufu）

- 日本正教会では中世ギリシア語・教会スラヴ語に則り「イオシフ」と転写される。一般に男性名だが、女性形にして女性名として用いられることもある（ジョゼファ、ジョゼフィンなど）。

## 聖書
聖書に登場する人物だけでも、以下のように4人のヨセフがいる。
- ヨセフ (ヤコブの子)　旧約聖書の創世記に登場するヤコブの子ヨセフ。
- ナザレのヨセフ　マリアの夫、イエスの養父、大工のヨセフ。
- アリマタヤのヨセフ　新約聖書の登場人物、イエスの賛同者であり、その遺体を引き取った。
- ユストとも呼ばれるヨセフ　新約聖書の登場人物（聖使徒行実1章23節に登場）、マティアとともに、ユダの代わりの使徒の候補に立てられた。

## ヨセフの名の由来
ヨセフ（יוסף：Joseph）の名は、ユダヤ教モーセ五書に記されたヘブライ語の名である。ユダヤ教モーセ五書におけるヨセフの名の由来は、神が初産のラケルの恥を「すすいでくださった（אסף：has taken）」ことにあやかったもの。ラケルは、すでに女奴隷ビルハに産ませた二児を自分の息子と主張していたため、他の息子（בן אחר：another son）ヨセフも自分の息子として加える（יסף：give）よう、ヨセフの発音に掛けて神に願ったとされる。
しかし、キリスト教新共同訳聖書では、ヨセフの名の由来が、ユダヤ教経典とは異なる解釈で翻訳されている。
- キリスト教口語訳聖書創世記【30章23節】―彼女は、みごもって男の子を産み、「神はわたしの恥をすすいでくださった」と言って、【30章24節】名をヨセフと名づけ、「主がわたしに、なおひとりの子を加えられるように」と言った。
- キリスト教新共同訳聖書創世記【30章23節】―ラケルは身ごもって男の子を産んだ。そのときラケルは、「神がわたしの恥をすすいでくださった」と言った。【30章24節】彼女は、「主がわたしにもう一人男の子を加えてくださいますように（ヨセフ）」と願っていたので、その子をヨセフと名付けた。
- キリスト教欽定訳聖書創世記【30章23節】―And she conceived, and bare a son; and said, God hath taken away my reproach:【30章24節】And she called his name Joseph; and said, The LORD shall add to me another son.